# Vejle Søndre Sogn
1. december 2024 blev Vejle Søndre Sogn oprettet og Søndermarkskirken fra 1943 og Løget Kirke fra 2004 indgik i dette.
- Løget Kirke
- Søndermarkskirken